# Amoenema
Genre
Amoenema est un genre d'araignées aranéomorphes de la famille des Salticidae.

## Répartition
Les espèces de ce genre sont endémiques de Chine.

## Liste des espèces
Selon World Spider Catalog (version 24, 08/02/2023) :
- Amoenema erhai Yu & Zhang, 2023
- Amoenema liuae Yu & Zhang, 2023
- Amoenema robusta (Lei & Peng, 2012)
- Amoenema zizhongi Yu & Zhang, 2023

## Systématique et taxinomie
Ce genre a été décrit dans les Salticidae en 2023 par Yu (d) et Zhang (d) dans une publication coécrite avec Wang (d) et Maddison (d).

## Publication originale
- (en) Yu, Wang, Maddison & Zhang, « Two new genera of Euophryini from southern China and Malaysia (Araneae, Salticidae, Salticinae) », Zootaxa, 2023, vol. 5231, n. 3, p. 201-248.